# Weltmeisterschaften im Modernen Fünfkampf 2012
Die Weltmeisterschaften im Modernen Fünfkampf 2012 fanden bei den Herren und Damen vom 7. bis 13. Mai in Rom, Italien, statt.

## Herren

### Einzel
| Platz | Land     | Sportler         |
| ----- | -------- | ---------------- |
| 1     | Russland | Alexander Lessun |
| 2     | Russland | Andrei Moissejew |
| 3     | Südkorea | Jung Jin-hwa     |

### Mannschaft
| Platz | Land     | Sportler                                            |
| ----- | -------- | --------------------------------------------------- |
| 1     | Italien  | Riccardo De Luca Pierpaolo Petroni Nicola Benedetti |
| 2     | Russland | Alexander Lessun Ilja Frolow Sergei Karjakin        |
| 3     | Südkorea | Jung Jin-hwa Hong Jin-woo Hwang Woo-jin             |

### Staffel
| Platz | Land        | Sportler                                     |
| ----- | ----------- | -------------------------------------------- |
| 1     | Südkorea    | Jung Jin-hwa Hong Jin-woo Hwang Woo-jin      |
| 2     | Deutschland | Delf Borrmann Alexander Nobis Stefan Köllner |
| 3     | Russland    | Ilja Schugarow Maxim Kustow Alexander Sawkin |

## Mixed
| Platz | Land                | Sportler                         |
| ----- | ------------------- | -------------------------------- |
| 1     | Ukraine             | Ganna Buriak Oleksandr Mordasov  |
| 2     | Russland            | Swetlana Lebedewa Maxim Kusnezow |
| 3     | Volksrepublik China | Zhang Ye Cao Zhongrong           |

## Damen

### Einzel
| Platz | Land                   | Sportlerin      |
| ----- | ---------------------- | --------------- |
| 1     | Vereinigtes Königreich | Mhairi Spence   |
| 2     | Volksrepublik China    | Chen Qian       |
| 3     | Vereinigtes Königreich | Samantha Murray |

### Mannschaft
| Platz | Land                   | Sportlerinnen                              |
| ----- | ---------------------- | ------------------------------------------ |
| 1     | Vereinigtes Königreich | Samantha Murray Mhairi Spence Heather Fell |
| 2     | Ungarn                 | Sarolta Kovács Leila Gyenesei Adrienn Tóth |
| 3     | Volksrepublik China    | Chen Qian Zhang Ye Miao Yihua              |

### Staffel
| Platz | Land                   | Sportlerinnen                                 |
| ----- | ---------------------- | --------------------------------------------- |
| 1     | Deutschland            | Annika Schleu Lena Schöneborn Janine Kohlmann |
| 2     | Volksrepublik China    | Chen Qian Miao Yihua Zhu Wenjing              |
| 3     | Vereinigtes Königreich | Kate French Katy Burke Katy Livingston        |

## Medaillenspiegel
| Platz | Land                   | Goldmedaille | Silbermedaille | Bronzemedaille |
| 1     | Vereinigtes Königreich | 2            | –              | 2              |
| 2     | Russland               | 1            | 3              | 1              |
| 3     | Deutschland            | 1            | 1              | –              |
| 4     | Südkorea               | 1            | –              | 2              |
| 5     | Italien                | 1            | –              | –              |
| 5     | Ukraine                | 1            | –              | –              |
| 7     | Volksrepublik China    | –            | 2              | 2              |
| 8     | Ungarn                 | –            | 1              | –              |